# Barrage de Treignac
Le barrage de Treignac, ou des Bariousses est un barrage français situé en région Nouvelle-Aquitaine, dans le département de la Corrèze sur la commune de Treignac. Il barre le cours de la Vézère.
Sa retenue, le lac des Bariousses, s'étend sur 101 hectares et possède une base de loisirs.

## Géographie
Le barrage de Treignac barre le cours de la Vézère à l'intérieur du parc naturel régional de Millevaches en Limousin, dans le département de la Corrèze, sur la commune de Treignac. Construit à 490 mètres d’altitude, il se trouve à environ deux kilomètres et demi au nord-est du bourg de Treignac et six kilomètres à l'ouest de celui de Gourdon-Murat.

## Historique
Le barrage a été édifié de 1949 à 1951 et mis en service en janvier 1952 pour la production d'hydroélectricité.
Soixante ans plus tard, deux journées portes ouvertes ont été organisées pour faire découvrir l’installation et la zone Natura 2000 .

## Exploitation et caractéristiques techniques
D'un volume de 13 000 m3, l'ouvrage est un barrage voûte en béton long de 150 mètres. La hauteur par rapport au terrain est de 22,5 mètres et de 26 mètres, fondations comprises. L'épaisseur du barrage en crête est de deux mètres cinquante et en pied de quatre mètres. La crête est à une hauteur de 516 m. Le barrage est complété par une digue haute de 9,5 mètres et longue de 185 mètres.
Il est exploité par Électricité de France.
Une galerie souterraine suivie d'une conduite forcée forme une hauteur de chute de 164 mètres, jusqu'à l'usine hydroélectrique de Chingeat, située au bord de la Vézère sept kilomètres en aval du barrage. D'une puissance installée de 32,5 MW, elle fonctionne depuis mai 1952 et produit annuellement l'équivalent de la consommation électrique d'une ville de 36 000 habitants.
Le barrage fait partie de l'aménagement hydroélectrique de la Vézère qui comporte cinq autres structures représentant au total une puissance supérieure à 65 MW, produisant ainsi annuellement l'équivalent de la consommation électrique d'une ville de 90 000 habitants.

## Retenue

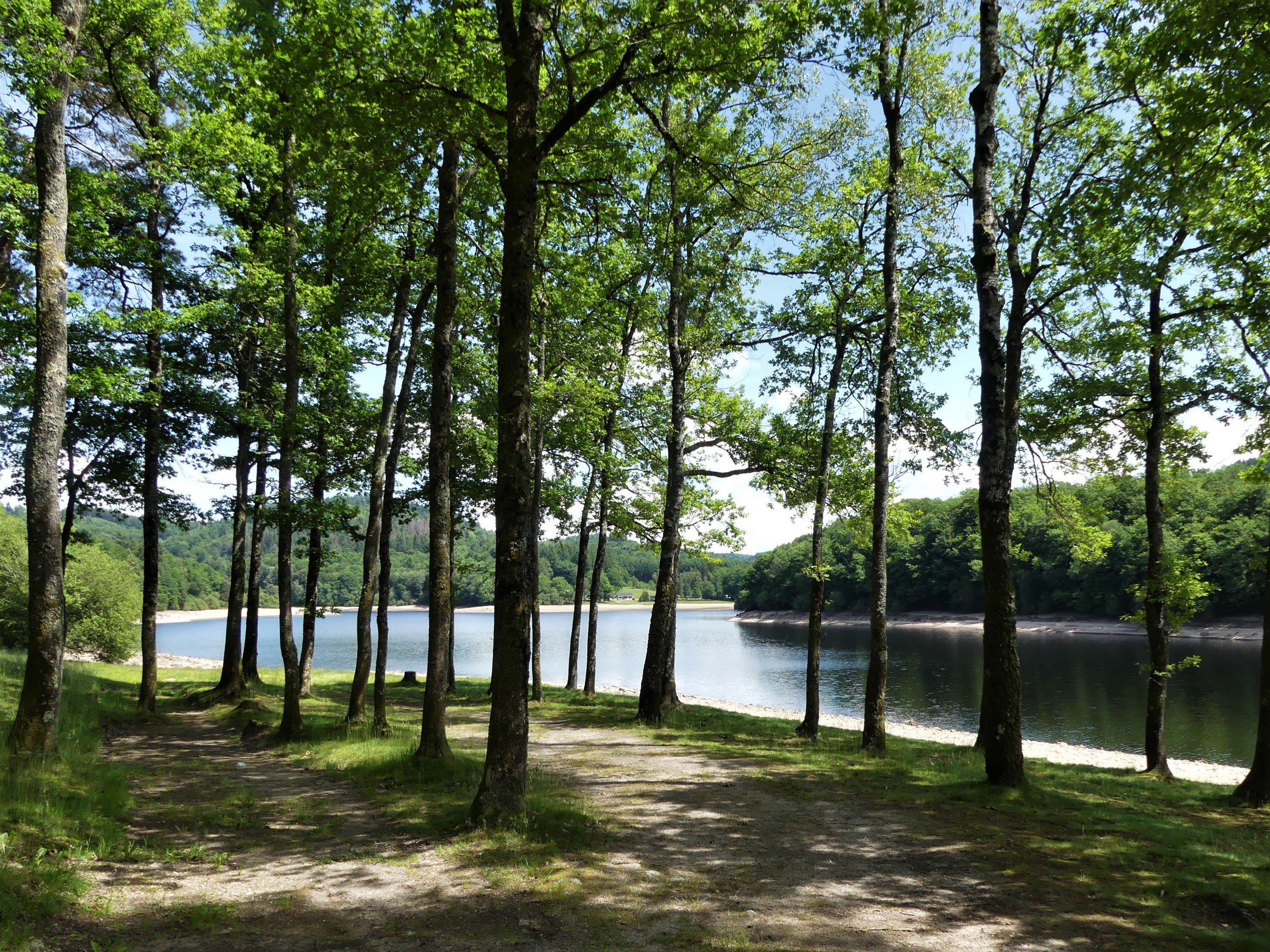
Le lac des Bariousses.

À une altitude de 513 mètres NGF, le lac des Bariousses s'étend sur 101 hectares. Il est partagé entre trois communes du département de la Corrèze : Treignac principalement, Saint-Hilaire-les-Courbes sur environ trente hectares, et Lestards pour une mince bande longue de 250 mètres à l'extrémité amont du lac. En dehors de la Vézère, il est alimenté par quelques ruisseaux mais également par l'eau de la retenue du barrage de Monceaux la Virolle (ou barrage de Viam), après qu'elle a permis la production hydroélectrique à l'usine de Monceaux. Le volume d'eau stocké représente 7,5 hm3 pour un bassin versant de 231 km2.

## Environnement
Le barrage et le lac se situent dans le parc naturel régional de Millevaches en Limousin et font partie de la réserve de biosphère du bassin de la Dordogne. Le sentier de grande randonnée 440B (GR 440B) passe en contrebas du barrage de Treignac puis longe la rive orientale du lac des Bariousses.

## Photothèque

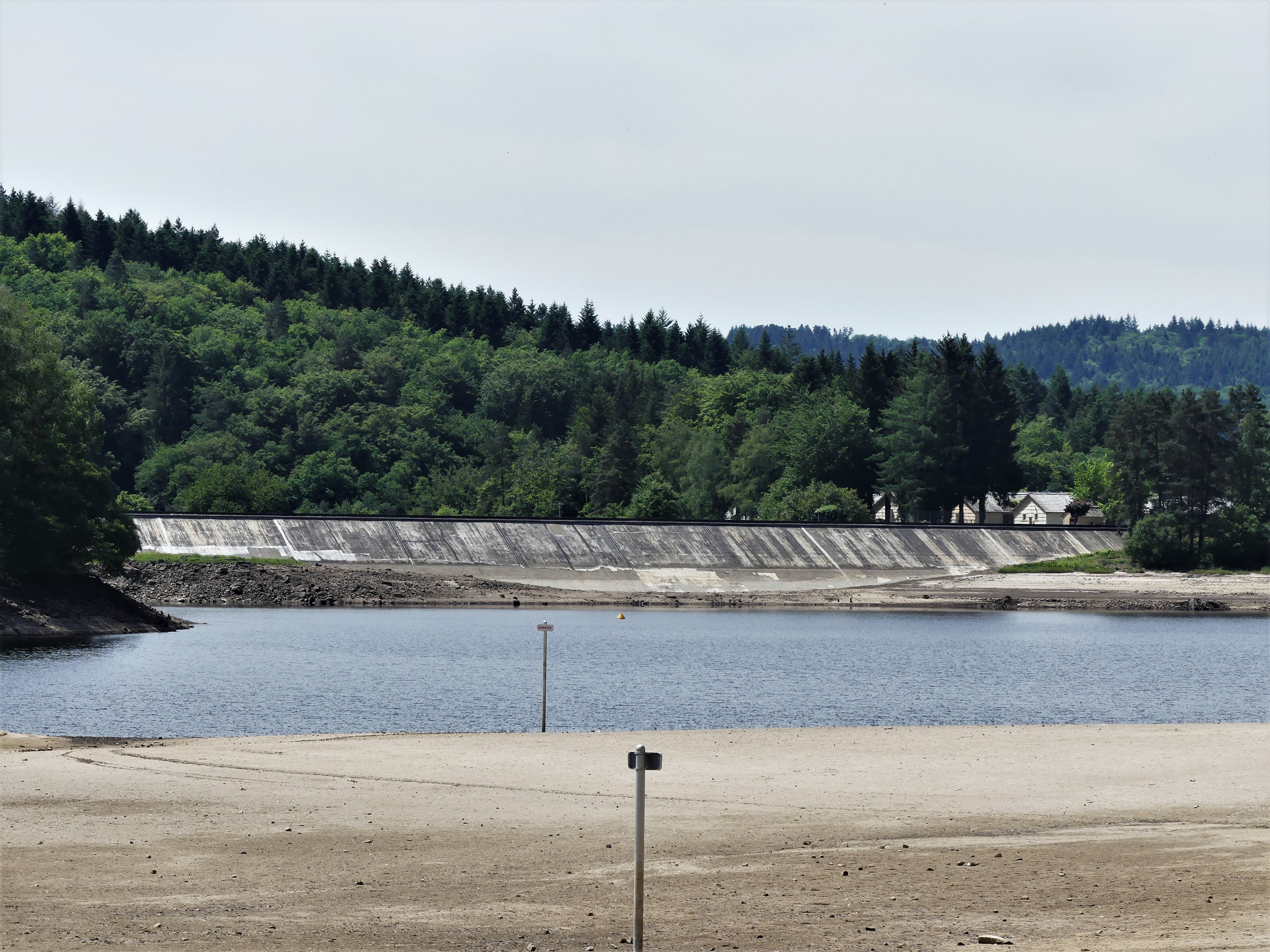
Le lac des Bariousses et la digue.
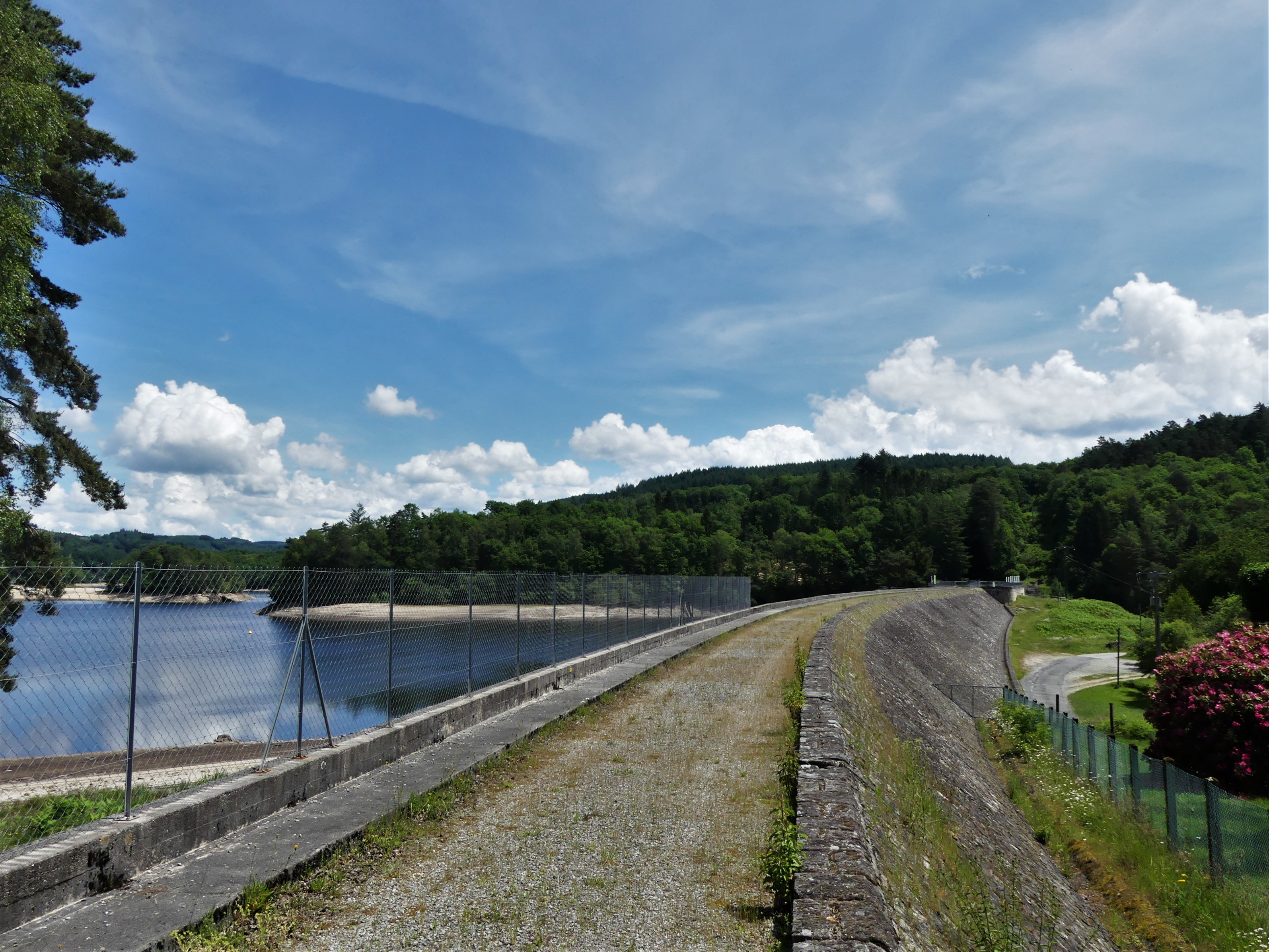
La digue.
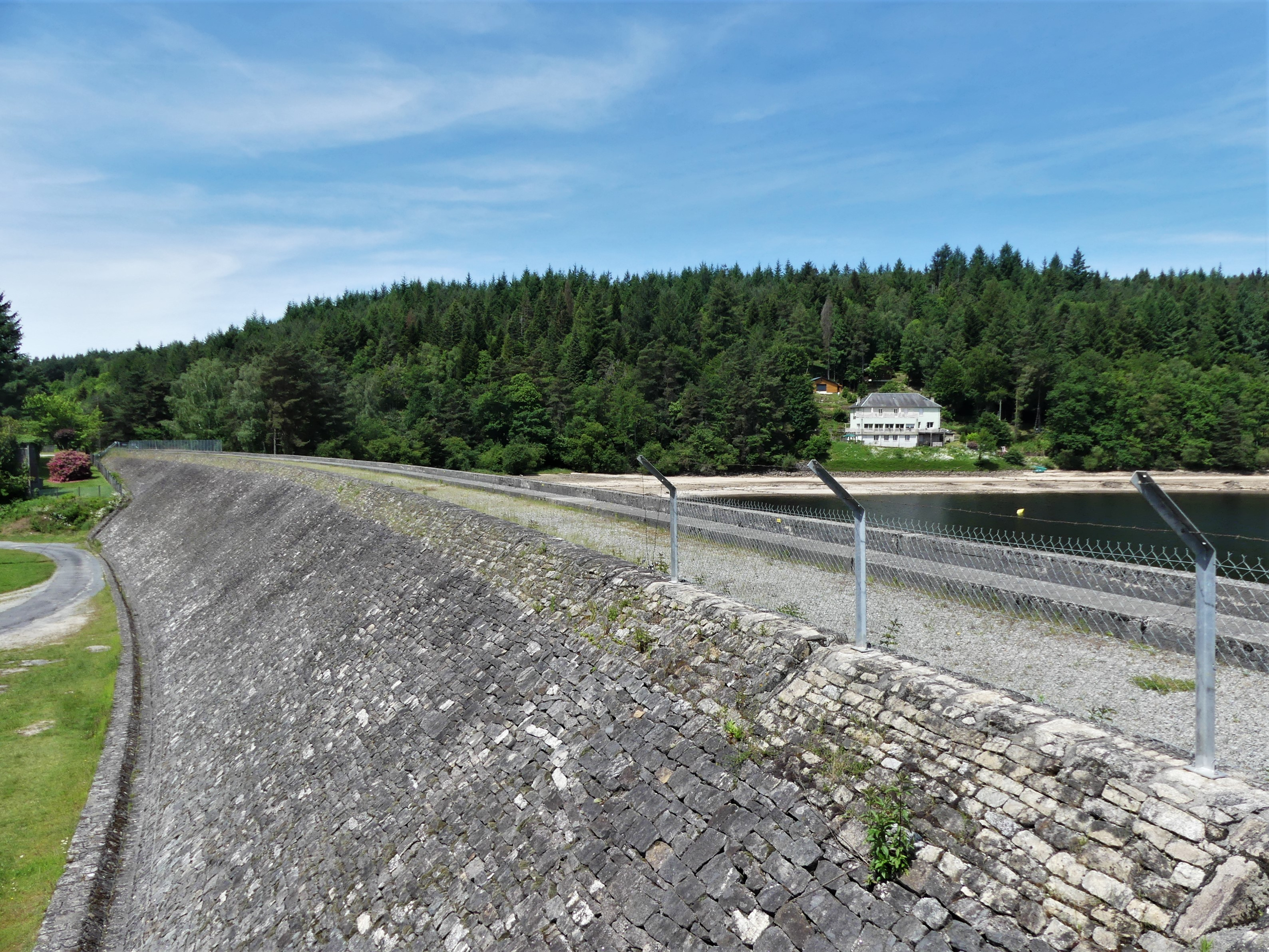
La digue.
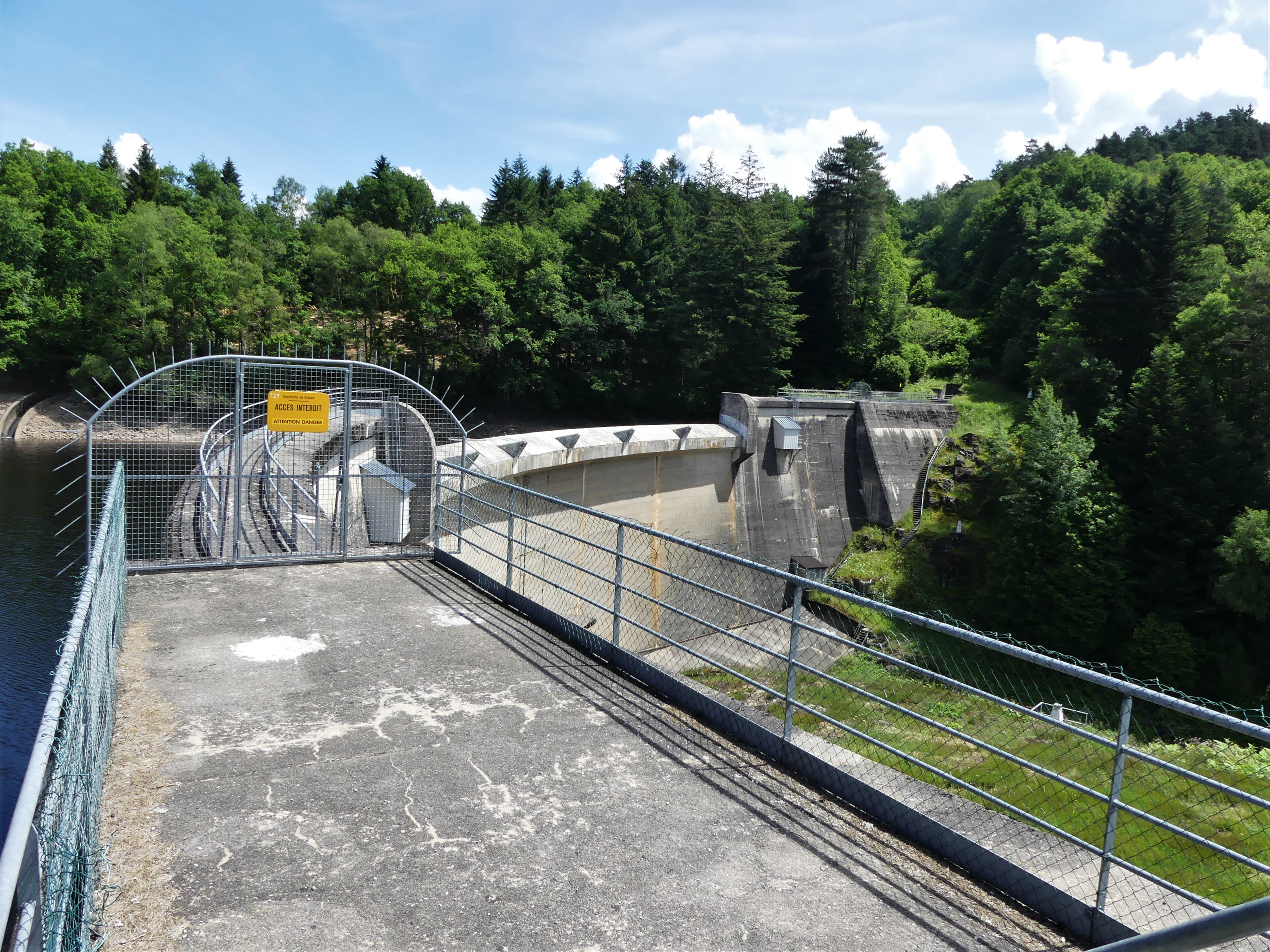
Le barrage.
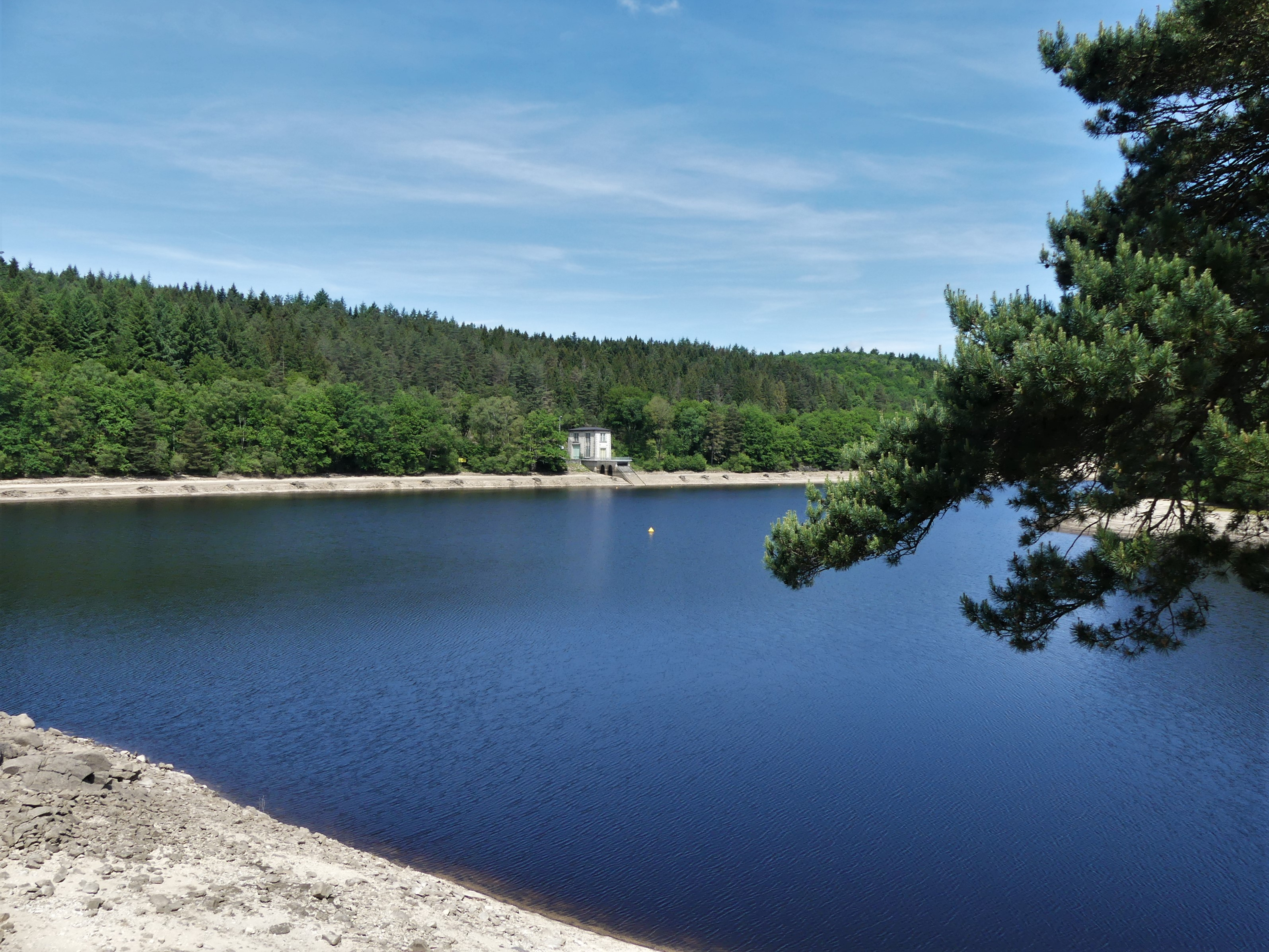
Le lac au niveau du barrage avec vue sur le bâtiment d'où part la conduite souterraine vers l'usine de Chingeat.